# HC Red Ice
HC Red Ice är en schweizisk ishockeyklubb från Martigny som spelar i Nationalliga B. Föreningen grundades 1939 och spelade på 1950-talet i Nationalliga A (NLA), den högsta ligan i schweizisk ishockey. Klubben har sedan dess inte etablerat sig i förstaligan utan har sedan dess mestadels hållit till i Nationalliga B (NLB) samt tredjeligan i Schweiz. Säsongen 2007/2008 blev Martigny degraderade från NLB på grund av ekonomiska orsaker. Klubben fusionerades med HC Verbier Val-de-Bagnes och blev till HC Red Ice Martigny-Verbier-Entremont. Genom att vinna tredjeligan 2012, avancerade laget tillbaka till NLB.
Red Ice spelar sina hemmamatcher i Forum d'Octodure som invigdes 1955 och har en kapacitet på 3 500 åskådare.